# Ichneumon browniops
Ichneumon browniops är en stekelart som beskrevs av Heinrich 1969. Ichneumon browniops ingår i släktet Ichneumon och familjen brokparasitsteklar. Inga underarter finns listade i Catalogue of Life.